# 粗尾𩷶
粗尾𩷶（学名：Pangasius beani）为𩷶科𩷶属的鱼类。在中国，分布于澜沧江下游水系等，属于中型肉食性鱼类。其一般生活于较大的主河道。该物种的模式产地在泰国。